# Natación en los XXI Juegos Centroamericanos y del Caribe
Se detallan los resultados de las competiciones deportivas para la especialidad de Natación
en los XXI Juegos Centroamericanos y del Caribe.

## Resultados

### Hombres
| Evento              | Oro | Oro      | Plata                                                                                                 | Plata    | Bronce                                                                                               | Bronce   |
| ------------------- | --- | -------- | --- | -------- | --- | -------- |
| 50 m Libre          | George Bovell Trinidad y Tobago                                                                         | 22.23    | Albert Subirats · Venezuela                                                                           | 22.78    | Roberto Gómez · Venezuela                                                                            | 23.09    |
| 100 m Libre         | Albert Subirats · Venezuela                                                                             | 49.70    | Crox Acuña · Venezuela                                                                                | 49.99    | Shaune Fraser Islas Caimán                                                                           | 50.26    |
| 200 m Libre         | Shaune Fraser Islas Caimán                                                                              | 1:49.74  | Brett Fraser Islas Caimán                                                                             | 1:50.33  | Daniele Tirabassi · Venezuela                                                                        | 1:50.51  |
| 400 m Libre         | Cristian Quintero · Venezuela                                                                           | 3:55.19  | Daniele Tirabassi · Venezuela                                                                         | 3:55.63  | Julio César Galofre Montes · Colombia                                                                | 3:58.83  |
| 800 m Libre         | Alejandro Gómez · Venezuela                                                                             | 8:10.53  | Ricardo Monasterio · Venezuela                                                                        | 8:14.49  | Luis Escobar · México                                                                                | 8:16.36  |
| 1500 m Libre        | Alejandro Gómez · Venezuela                                                                             | 15:37.59 | Luis Escobar Torres · México                                                                          | 15:42.74 | Ricardo Monasterio · Venezuela                                                                       | 15:49.07 |
|                     | |          | |          | |          |
| 50 m Espalda        | Omar Pinzón · Colombia                                                                                  | 25.96    | George Bovell Trinidad y Tobago                                                                       | 26.08    | Albert Subirats · Venezuela                                                                          | 26.28    |
| 100 m Espalda       | Albert Subirats · Venezuela                                                                             | 56.06    | Nicholas Neckles Barbados                                                                             | 56.44    | Miguel E. Robles Castro · México                                                                     | 56.45    |
| 200 m Espalda       | Omar Pinzón · Colombia                                                                                  | 2:00.40  | Brett Fraser Islas Caimán                                                                             | 2:02.35  | Miguel E. Robles Castro · México                                                                     | 2:02.76  |
|                     | |          | |          | |          |
| 50 m Pecho          | Edgar Crespo · Panamá                                                                                   | 28.49    | Rodion Davelaar Antillas Neerlandesas                                                                 | 28.61    | Daniel Vélez Puerto Rico                                                                             | 28.78    |
| 100 m Pecho         | Edgar Crespo · Panamá                                                                                   | 1:02.07  | David Oliver Mercado · México                                                                         | 1:02.68  | Daniel Vélez Puerto Rico                                                                             | 1:03.18  |
| 200 m Pecho         | David Oliver · México                                                                                   | 2:16.10  | Edgar Crespo · Panamá                                                                                 | 2:17.48  | Juan Guerra · El Salvador                                                                            | 2:20.90  |
|                     | |          | |          | |          |
| 50 m Mariposa       | Octavio Alesi · Venezuela                                                                               | 23.70    | Albert Subirats · Venezuela                                                                           | 23.75    | Vereance Burrows Bahamas                                                                             | 24.30    |
| 100 m Mariposa      | Albert Subirats · Venezuela                                                                             | 52.53    | Octavio Alesi · Venezuela                                                                             | 52.89    | Pablo Marmolejo · México                                                                             | 54.83    |
| 200 m Mariposa      | Omar Pinzón · Colombia                                                                                  | 1:58.99  | Ramiro Ramírez Juárez · México                                                                        | 2:00.84  | Julio César Galofre Montes · Colombia                                                                | 2:01.28  |
|                     | |          | |          | |          |
| 200 m Combinado     | Bradley Ally Barbados                                                                                   | 2:02.32  | Omar Enríquez · México                                                                                | 2:04.83  | Omar Pinzón · Colombia                                                                               | 2:05.30  |
| 400 m Combinado     | Bradley Ally Barbados                                                                                   | 4:21.49  | Ezequiel Trujillo Alves · México                                                                      | 4:22.05  | Omar Enriquez Tenorio · México                                                                       | 4:25.39  |
|                     | |          | |          | |          |
| 4 × 100 m Libre     | Venezuela · Crox Acuña · Cristian Quintero · Roberto Gómez · Albert Subirats                            | 3:22.35  | Trinidad y Tobago George Bovell Caryl Luta Blondell Joshua Dominic Mc Leod Jarryd Gregoire            | 3:25.73  | México · José Sotomayor · Jaime A. Mendiola · Gustavo A. Berreta · Gerardo J. Banuelos               | 3:27.43  |
| 4 × 200 m Libre     | Colombia · Julio César Galofre Montes · Mateo de Angulo Velasco · Juan David Molina Pérez · Omar Pinzón | 7:31.16  | México · Gerardo J. Bañuelos · Gustavo A. Berretta · Arturo Pérez Vertti · Jaime A. Mendiola Figueroa | 7:34.47  | Puerto Rico Raúl Martínez James Moore Bermúdez Eliezer Lizardi Christian Bayo                        | 7:37.90  |
| 4 × 100 m Combinado | Venezuela · Albert Subirats · Leopoldo Andara · Octavio Alesi · Crox Acuña                              | 3:44.22  | México · Miguel Robles Castro · David Oliver Mercado · Pablo Marmolejo Vargas · Gerardo Bañuelos      | 3:45.41  | Colombia · Omar Pinzón · Jorge Murillo Valdés · Julio César Galofre Montes · Mateo de Angulo Velasco | 3:47.69  |

### Mujeres
| Evento          | Oro                                                                         | Oro      | Plata | Plata    | Bronce                                                                                              | Bronce   |
| --------------- | --------------------------------------------------------------------------- | -------- | --- | -------- | --------------------------------------------------------------------------------------------------- | -------- |
| 50 m Libre      | Vanessa García Puerto Rico                                                  | 25.18    | Arianna Vanderpool-Wallace Bahamas                                                                                 | 25.53    | Arlene Semeco · Venezuela                                                                           | 25.63    |
| 100 m Libre     | Vanessa García Puerto Rico                                                  | 55.00    | Arianna Vanderpool-Wallace Bahamas                                                                                 | 55.07    | Arlene Semeco · Venezuela                                                                           | 56.21    |
| 200 m Libre     | Andreína Pinto · Venezuela                                                  | 2:01.09  | Liliana Ibanez · México                                                                                            | 2:02.16  | Pamela Benítez · El Salvador                                                                        | 2:02.67  |
| 400 m Libre     | Andreína Pinto · Venezuela                                                  | 4:11.36  | Patricia Castañeda Miyamoto · México                                                                               | 4:15.02  | Pamela Benítez · El Salvador                                                                        | 4:15.58  |
| 800 m Libre     | Andreína Pinto · Venezuela                                                  | 8:40.51  | Patricia Castañeda Miyamoto · México                                                                               | 8:42.54  | Pamela Benítez · El Salvador                                                                        | 8:44.47  |
| 1500 m Libre    | Susana Escobar · México                                                     | 16:39.27 | Andreína Pinto · Venezuela                                                                                         | 16:41.06 | Patricia Castañeda Miyamoto · México                                                                | 16:51.33 |
|                 |                                                                             |          | |          | |          |
| 50 m Espalda    | Gisela Morales · Guatemala                                                  | 29.18    | Fernanda González · México                                                                                         | 29.19    | Carolina Colorado Henao · Colombia                                                                  | 29.52    |
| 100 m Espalda   | Gisela Morales · Guatemala                                                  | 1:02.32  | Fernanda González · México                                                                                         | 1:02.42  | Lourdes Villaseñor Reyes · México                                                                   | 1:02.96  |
| 200 m Espalda   | Fernanda González · México                                                  | 2:12.36  | Gisela Morales · Guatemala                                                                                         | 2:12.90  | Carolina Colorado · Colombia                                                                        | 2:14.01  |
|                 |                                                                             |          | |          | |          |
| 50 m Pecho      | Alia Atkinson                                                               | 31.91    | Arantxa Medina Alegría                                                                                             | 32.57    | Patricia Casellas                                                                                   | 32.98    |
| 100 m Pecho     | Alia Atkinson Jamaica                                                       | 1:10.25  | Arantxa Medina Alegría · México                                                                                    | 1:10.80  | Byanca M. Rodríguez · México                                                                        | 1:10.96  |
| 200 m Pecho     | Alia Atkinson Jamaica                                                       | 2:30.99  | Byanca M. Rodríguez · México                                                                                       | 2:35.82  | Arantxa Medina Alegría · México                                                                     | 2:36.67  |
|                 |                                                                             |          | |          | |          |
| 50 m Mariposa   | Arianna Vanderpool-Wallace Bahamas                                          | 26.92    | Alana Dillette Bahamas                                                                                             | 27.25    | Jeserik Pinto · Venezuela                                                                           | 27.32    |
| 100 m Mariposa  | Arianna Vanderpool-Wallace Bahamas                                          | 59.74    | Rita Medrano · México                                                                                              | 1:00.21  | Elimar Barrios · Venezuela                                                                          | 1:01.19  |
| 200 m Mariposa  | Rita Medrano · México                                                       | 2:11.25  | Prisciliana Escobar · México                                                                                       | 2:12.14  | Andreína Pinto · Venezuela                                                                          | 2:16.09  |
|                 |                                                                             |          | |          | |          |
| 200 m Combinado | Alia Atkinson Jamaica                                                       | 2:17.31  | Rita Medrano Muñoz · México                                                                                        | 2:17.80  | Fernanda González · México                                                                          | 2:18.39  |
| 400 m Combinado | Susana Escobar · México                                                     | 4:50.03  | Rita Medrano · México                                                                                              | 4:51.42  | Bárbara Caraballo Puerto Rico                                                                       | 5:01.77  |
|                 |                                                                             |          | |          | |          |
| 4 × 100 m Libre | Venezuela · Ximena Vilar · Jeserik Pinto · Yanel Pinto · Arlene Semeco      | 3:49.69  | Puerto Rico Coral López Alana Berrocal Debra Rodríguez Vanessa García                                              | 3:50.53  | México · Liliana Ibáñez López · Martha Beltran Sánchez · Arantxa Medina Alegría · Fernanda González | 3:50.62  |
| 4 × 200 m Libre | Venezuela · Yanel Pinto · Elimar Barrios · Darneyis Orozco · Andreína Pinto | 8:20.08  | Colombia · Isabela Acuña Osorno · Jessica M. Camposano Ríos · Valentina Arcila Hurtado · María P. Álvarez Pugliese | 8:31.14  | Bahamas Alana Dillette Teisha Lightbourne Jenna Lee Chaplin Arianna Vanderpool-Wallace              | 8:36.28  |
| 400 m Combinado | México · Fernanda González · Arantxa Medina · Rita Medrano · Liliana Ibanez | 4:09.29  | Puerto Rico Alana Berrocal Patricia Casellas Barbara Caraballo Vanessa García                                      | 4:16.57  | Bahamas Alana Dillette Alicia Lightbourne Arianna Vanderpool-Wallace Ariel Weelch                   | 4:18.46  |

El campeón de la especialidad Natación fue  Venezuela.

### Medallero
Los resultados del medallero por información de la Organización de los Juegos Mayagüez 2010
fueron:

#### Medallero Total
País anfitrión en negrilla. La tabla se encuentra ordenada por la cantidad de medallas de oro.
| Núm.  | País                  | Oro | Plata | Bronce | Total | Orden por Total |
| ----- | --------------------- | --- | ----- | ------ | ----- | --------------- |
| 1     | Venezuela             | 14  | 7     | 8      | 29    | 2               |
| 2     | México                | 6   | 19    | 13     | 38    | 1               |
| 3     | Colombia              | 4   | 1     | 6      | 11    | 3               |
| 4     | Jamaica               | 4   | 0     | 0      | 4     | 6               |
| 5     | Bahamas               | 2   | 3     | 3      | 8     | 5               |
| 6     | Puerto Rico           | 2   | 2     | 5      | 9     | 4               |
| 7     | Barbados              | 2   | 1     | 0      | 3     | 9               |
| 7     | Guatemala             | 2   | 1     | 0      | 3     | 9               |
| 7     | Panamá                | 2   | 1     | 0      | 3     | 9               |
| 10    | Islas Caimán          | 1   | 2     | 1      | 4     | 6               |
| 11    | Trinidad y Tobago     | 1   | 2     | 0      | 3     | 9               |
| 12    | Antillas Neerlandesas | 0   | 1     | 0      | 1     | 13              |
| 13    | El Salvador           | 0   | 0     | 4      | 4     | 6               |
| TOTAL | TOTAL                 | 40  | 40    | 40     | 120   |                 |

Fuente: Organización de los XXI Juegos Centroamericanos y del Caribe

#### Medallero por Género
País anfitrión en negrilla. La tabla se encuentra ordenada por la cantidad de medallas de oro.
| Clasificación por Oro | País                  | Hombres | Hombres | Hombres | Hombres | Mujeres | Mujeres | Mujeres | Mujeres | TOTAL | Clasificación por Total |
| Clasificación por Oro | País                  |         |         |         | Total   |         |         |         | Total   | TOTAL | Clasificación por Total |
| 1                     | Venezuela             | 9       | 6       | 3       | 18      | 5       | 1       | 5       | 11      | 29    | 2                       |
| 2                     | México                | 1       | 7       | 7       | 15      | 5       | 12      | 6       | 23      | 38    | 1                       |
| 3                     | Colombia              | 4       | 0       | 4       | 8       | 0       | 1       | 2       | 3       | 11    | 3                       |
| 4                     | Jamaica               | 0       | 0       | 0       | 0       | 4       | 0       | 0       | 4       | 4     | 6                       |
| 5                     | Bahamas               | 0       | 0       | 1       | 1       | 2       | 3       | 2       | 7       | 8     | 5                       |
| 6                     | Puerto Rico           | 0       | 0       | 3       | 3       | 2       | 2       | 2       | 6       | 9     | 4                       |
| 7                     | Barbados              | 2       | 1       | 0       | 3       | 0       | 0       | 0       | 0       | 3     | 9                       |
| 7                     | Guatemala             | 0       | 0       | 0       | 0       | 2       | 1       | 0       | 3       | 3     | 9                       |
| 7                     | Panamá                | 2       | 1       | 0       | 3       | 0       | 0       | 0       | 0       | 3     | 9                       |
| 10                    | Islas Caimán          | 1       | 2       | 1       | 4       | 0       | 0       | 0       | 0       | 4     | 6                       |
| 11                    | Trinidad y Tobago     | 1       | 2       | 0       | 3       | 0       | 0       | 0       | 0       | 3     | 9                       |
| 12                    | Antillas Neerlandesas | 0       | 1       | 0       | 1       | 0       | 0       | 0       | 0       | 1     | 13                      |
| 13                    | El Salvador           | 0       | 0       | 1       | 1       | 0       | 0       | 3       | 3       | 4     | 6                       |
| TOTAL                 | TOTAL                 | 20      | 20      | 20      | 60      | 20      | 20      | 20      | 60      | 120   |                         |

Fuente: Organización de los XXI Juegos Centroamericanos y del Caribe

### Múltiples Ganadores
El tablero de multimedallas para la de los XXI Juegos Centroamericanos y del Caribe Mayagüez 2010 
presenta a los deportistas destacados que conquistaron más de una medalla en las competiciones de Natación realizadas en Mayagüez, Puerto Rico.
Fuente: 
Organización de los XXI Juegos Centroamericanos y del Caribe Mayagüez 2010. 
| Clasificación del País | Clasificación del Total | Deportista                 | País        | Disciplina |   |   |   | Total |
| 1                      | 4                       | Albert Subirats            | Venezuela   | Natación   | 5 | 2 | 1 | 8     |
| 2                      | 9                       | Andreína Pinto             | Venezuela   | Natación   | 4 | 1 | 1 | 6     |
| 3                      | 12                      | Omar Pinzón                | Colombia    | Natación   | 4 | 0 | 2 | 6     |
| 4                      | 15                      | Alía Shanee Atkinson       | Jamaica     | Natación   | 4 | 0 | 0 | 4     |
| 5                      | 29                      | Cristian Quintero          | Venezuela   | Natación   | 3 | 0 | 0 | 3     |
| 6                      | 57                      | Rita Medrano Muñoz         | México      | Natación   | 2 | 3 | 1 | 6     |
| 7                      | 58                      | María González Ramírez     | México      | Natación   | 2 | 2 | 2 | 6     |
| 7                      | 58                      | Arianna F. Vanderpool-w.   | Bahamas     | Natación   | 2 | 2 | 2 | 6     |
| 9                      | 65                      | Vanessa García             | Puerto Rico | Natación   | 2 | 2 | 0 | 4     |
| 10                     | 72                      | Crox Acuña                 | Venezuela   | Natación   | 2 | 1 | 0 | 3     |
| 10                     | 72                      | Octavio Alesi              | Venezuela   | Natación   | 2 | 1 | 0 | 3     |
| 10                     | 72                      | Edgar R. Crespo Echeverría | Panamá      | Natación   | 2 | 1 | 0 | 3     |
| 10                     | 72                      | Gisela M. Morales Valentín | Guatemala   | Natación   | 2 | 1 | 0 | 3     |